# Miłość o smaku Orientu
Miłość o smaku orientu (ang. The Ramen Girl) – amerykańsko-japońska komedia obyczajowa w reżyserii Roberta Ackermana z 2008 roku. Zdjęcia kręcono w Tokio i w Jacksonville na Florydzie.

## Fabuła
Młoda Amerykanka Abby robi niespodziankę swojemu chłopakowi i przylatuje do Tokio. Tam czeka na nią smutna niespodzianka. Chłopak wyjeżdża i ją porzuca. Abby próbuje zagospodarować sobie jakoś czas. Zaczyna pracować w pobliskiej japońskiej restauracji, gdzie podaje się zupę ramen, narodową potrawę Japonii. Chce tam się nauczyć ją gotować. Nie jest to jednak łatwe. Perfekcyjne zrobienie tego dania wymaga wiele cierpliwości, serca i czasu. Nie pomaga też brak znajomości języka japońskiego i kuchmistrz despota, Maezumi.

## Obsada
- Brittany Murphy – jako Abby, główna bohaterka.
- Toshiyuki Nishida – jako Maezumi, nauczyciel Abby, właściciel baru z zupą ramen.
- Sohee Park – jako Toshi Iwamoto, przyjaciel Abby (później narzeczony)
- Tammy Blanchard – jako Gretchen, przyjaciółka Abby
- Kimiko Yo – jako Reiko, żona Maezumi.
- Renji Ishibashi – jako Udagawa
- Justin Berti